# 27982 Atsushimiyazaki
27982 Atsushimiyazaki este un asteroid din centura principală de asteroizi.

## Descriere
27982 Atsushimiyazaki este un asteroid din centura principală de asteroizi. A fost descoperit pe 26 octombrie 1997 la Chichibu de Naoto Satō. Asteroidul prezintă o orbită caracterizată de o semiaxă mare de 2,84 ua, o excentricitate de 0,13 și o înclinație de 5,4° în raport cu ecliptica.